# Willoughby (Lincolnshire)
Willoughby – wieś w Anglii, w hrabstwie Lincolnshire, w dystrykcie East Lindsey. Leży 48 km na wschód od Lincoln i 196 km na północ od Londynu.
Miejscowość liczy 400 mieszkańców.